# Topoľčany
Topoľčany (tysk (Groß)topoltschan, ungarsk Nagytapolcsány) er en by i regionen Nitra i det vestlige Slovakiet. Byen har er areal på 27,58 km² og en befolkning på 28.945 indbyggere (2005).

## Eksterne links
- Officielle hjemmeside

- Wikimedia Commons har flere filer relateret til Topoľčany